# Georges Vacher de Lapouge
Pour les articles homonymes, voir Vacher.
Le comte Georges Vacher de Lapouge, né le 12 décembre 1854 à Neuville-de-Poitou (Vienne) et mort le 20 février 1936 à Poitiers (Vienne), est un anthropologue français. Magistrat, puis bibliothécaire, il est un théoricien de l'eugénisme et une figure de l'anthroposociologie. Georges Vacher de Lapouge a développé la théorie raciste de Gobineau à la fin du XIXe siècle.

## Biographie

### Formation
Né à Neuville-de-Poitou en 1854, Georges Vacher de Lapouge perd son père à l'âge de douze ans. Ne fréquentant pas l'école primaire, il apprend à lire et écrire auprès de sa mère, Marie-Louise-Augustine Hindré. Il descend de François de Lapouge, compagnon de Jean Calvin. Élève au collège des jésuites de Poitiers en octobre 1866, puis au lycée - où Louis Liard, son professeur, lui fait découvrir Herbert Spencer et Charles Darwin - de 1868 à 1872, il devient ensuite étudiant en droit et reçoit la médaille d'or le 29 novembre 1877 pour une étude de 750 pages, De la pétition d'hérédité, présentée au concours de doctorat de la faculté de droit de Poitiers.
Docteur en droit en 1879, sa thèse porte sur la Théorie du patrimoine en droit positif généralisé.

### Carrière juridique
Commençant alors une carrière de magistrat, il est nommé substitut à Niort (1879-1880), procureur de la République au Blanc (1880-1881) et à Chambon (1881-1883). Lisant alors de nombreux ouvrages sur les sciences naturelles et la théorie de l'évolution, il n'en reste pas moins attaché aux principes républicains et, président du Cercle de la Ligue d'Enseignement du Blanc, n'hésite pas à prononcer, le 6 février 1881, une conférence intitulée « Du rôle de l'instruction chez les peuples libres », où il fait encore l'éloge du progrès des Lumières.
Ne se jugeant pas fait pour la magistrature, il démissionne en mai 1883 et s'installe à Paris, où il subsiste en donnant des cours particuliers.

### Nouvelles études
Préparant l'agrégation de droit, il suit simultanément les cours de l'École pratique des hautes études, section d'histoire et de philologie, où il étudie l'assyrien, l'égyptien et l'hébreu ; de l'École du Louvre, où il s'intéresse à l'égyptologie ; de l'École des langues orientales, où il apprend le chinois et le japonais ; du Muséum national d'histoire naturelle et de l'École d'anthropologie de 1883 à 1886.

### Travaux en anthropologie
Ayant échoué à l'agrégation en 1884, il commence à publier ses recherches dans des revues savantes à partir de 1885-1886, qu'il s'agisse de la Revue générale du droit, de la législation et de la jurisprudence (1885-1886), de la Nouvelle revue historique de droit français et étranger (1886) ou de la Revue d'anthropologie (1886), où il diffuse la pensée eugéniste de Francis Galton.
Nommé en 1886 sous-bibliothécaire à l'Université de Montpellier, il y donne, à partir du 2 décembre, et grâce à l'appui de Liard, alors directeur de l'enseignement supérieur, un cours libre d'anthropologie à la faculté des sciences, où il développe ses idées sur la théorie de l'hérédité et les sélections sociales. En 1887 et 1888, ses cours sont publiés dans la Revue d'anthropologie. Toutefois, il ne parvient pas à faire créer une chaire d'anthropologie dont il serait le titulaire, et son cours est supprimé en octobre 1892. En effet, son militantisme socialiste gêne : il est candidat socialiste aux élections municipales depuis 1888[réf. à confirmer], il a fondé la section de Montpellier du Parti ouvrier français de Jules Guesde en 1890, et il collabore au Messager du Midi puis à la République du Midi[réf. à confirmer]. Enfin, le 1er mars 1893, le laboratoire d'anthropologie de Montpellier est fermé.
Durant l'hiver 1890, il découvre les ossements du Géant de Castelnau au cimetière de l'âge du bronze de Castelnau-le-Lez en France. Ses résultats ont été publiés dans la revue La Nature, Vol. 18, 1890 numéro 888.
Lapouge parvient alors à se faire nommer bibliothécaire en chef à l'université de Rennes, où il demeure jusqu'en 1900. Puis il prend la tête de la bibliothèque de l'université de Poitiers, et ce, jusqu'à sa retraite, en 1922.
Défenseur d'un socialisme sélectionniste et aryaniste, impliquant une nouvelle morale et, s'inspirant des philosophies de la nature dérivées du darwinisme, en particulier celle d'Ernst Haeckel, il défend une religion civique et panthéiste du vital et du solaire dépassant les idéaux ascétiques et individualistes issus du christianisme. Proche de René Worms, père de la sociologie biologique, il publie de nombreux articles dans la Revue internationale de sociologie, que celui-ci a créée en 1893.
Ses idées reçoivent un accueil bienveillant d'auteurs comme George Bernard Shaw, Édouard Drumont ou Georges Sorel mais sont aussi très sévèrement critiquées dans le milieu scientifique, en particulier parmi les sociologues durkheimiens.

### Critiques académiques en France
Léonce Manouvrier, titulaire de la chaire d’anthropologie physiologique à l’École d’anthropologie, critique sévèrement les travaux de Lapouge en 1899, dans un article qui discrédite définitivement Vacher de Lapouge au sein du monde académique français. L. Manouvrier reproche à Lapouge une opposition bien trop caricaturale entre « le dolichocéphale blond et le brachyléphale brun » ainsi que l'exclusion des facteurs d'explication sociaux ; il parle d'un « abus de la biologie en matière sociologique », et d'un« abus de la notion de race et d’hérédité ».
Définitivement disqualifié à partir de 1902 auprès du monde universitaire français par ses critiques des durkheimiens et des dreyfusards, Lapouge perd en 1902 tout espoir d'obtenir une chaire d'anthropologie. À partir de 1902-1903, déconsidéré scientifiquement et politiquement, il ne peut plus publier ses recherches que dans des revues étrangères, américaines ou allemandes. Neuf articles paraissent ainsi de 1904 à 1909 dans la revue Woltmann. Réunis en volume, ils sont publiés chez Rivière en 1909 sous le titre Race et milieu social. Essais d'anthroposociologie.
En mars 1909, candidat à la chaire d'anthropologie du Muséum national d'histoire naturelle à Paris, il publie un résumé de ses travaux scientifiques recensant 87 publications de 1880 à 1909. Mais sa candidature, comme à chaque fois, est rejetée.

### Influence aux Etats-Unis
Faisant des adeptes à l'étranger, Lapouge est élu en décembre 1920 membre correspondant, en France, de la Galton Society, fondée à New York en mars 1918. De même, lors du second congrès eugénique international, qui se tient à New York du 22 au 28 septembre 1921, il est invité à faire une communication sur « La race et les populations mélangées ». Plus tard, il est invité par la leader féministe Margaret Sanger au sixième congrès international du mouvement « Birth Control » - mouvement néo-malthusien -, qui se tient à New York en mars 1925. Engagé en faveur du contrôle des naissances, il traduit en français et fait paraître chez Payot en 1926 The Passing of the Great Race (1916), ouvrage de son ami et correspondant Madison Grant, président depuis 1922 de l'Immigration Restriction League, qui considère l'immigration comme une menace pour la survie de la race blanche. Enfin, de 1927 à 1934, il publie de nombreux articles dans les revues eugénistes anglo-saxonnes, l’Eugenics Review de Londres et l’Eugenicals News de New York.

### Relations avec les eugénistes allemands
Côté allemand, il noue en mars 1927 des relations avec Hans F. K. Günther (1891-1968), théoricien völkisch des races européennes, il donne des articles à die Sonne, une revue völkisch et eugéniste fondée en 1924. De même, jusqu'en 1934, il entretient une correspondance avec Ludwig Schemann, dont il a fait la connaissance lors de son adhésion à la Gobineau-Vereinigung en 1898. Enfin, il est en relation constante avec l'Anneau Nordique (Nordischer Ring), organisation mystico-raciste fondée en 1926 par Paul Schultze-Naumburg, où il retrouve Schemann.
Ambivalent face au nazisme, il se sent flatté de l'application politique de ses idées racistes, eugénistes et collectivistes, mais dénonce la dénaturation de ses principes sélectionnistes. Le 12 mai 1935, dans une lettre à la veuve de son disciple Du Pont, il s'interroge sur Hitler : « L'avenir dira si la politique de croquemitaine de ce grand homme ne peut aboutir qu'à d'effroyables exterminations et à la fin des meilleurs. »
Il meurt quelques mois plus tard, en février 1936, à l'âge de 81 ans, dans une indifférence presque générale.

## Doctrine raciste
À partir de ses travaux d'anthropologie, il a théorisé sa vision raciste du monde. Il oppose la race blanche, aryenne, dolichocéphale, blonde, porteuse de grandeur, à la race brachycéphale, brune, « inerte et médiocre ». Lapouge travaille à établir une hiérarchie des « races européennes », et de définir des instruments de mesure scientifiques permettant de justifier une telle hiérarchie au sein de ce qu'Arthur de Gobineau appelait la « race blanche ». Il a recours dans ce but à la craniométrie, qui postule une corrélation entre le volume des crânes et le degré d'intelligence. Lapouge détermine plusieurs types raciaux en Europe :
- l’Homo europeus, grand blond (anglo-saxon ou nordique), protestant, dominateur et créateur ;
- l’Homo alpinus, représenté par l'Auvergnat et le Turc, « parfait esclave craignant le progrès » ;
- l’Homo contractus, ou méditerranéen, enfin, incarné par le Napolitain et l'Andalou, appartenant aux races inférieures[11].

Darwiniste social convaincu et persuadé de la victoire des Aryens sur les Juifs, il publie en 1899 le texte de ses cours sous le titre: L'Aryen, son rôle social, sous-titré « cours libre de science politique, professé à l'Université de Montpellier (1889-1890) », qui a fourni les éléments fondateurs de l'antisémitisme nazi.
La typologie raciale de Lapouge étant de nature zoologique, il propose, pour désigner une communauté constituée d’éléments de races différentes, mais partageant une même culture, d'employer le terme « ethnie », mot qu'il est, selon André Béjin, le premier à utiliser. Ainsi, à ses yeux, les juifs ne sont pas une race, mais une « nationalité » ou une « race ethnographique ».
Convaincu comme Gobineau de l'importance du facteur racial dans l'évolution d'une civilisation, il insiste sur l'infériorité physiologique et psychologique des métis et le risque d'extinction de la race représenté par le métissage, mais il précise que le phénomène de l'hérédité est « compliqué par le jeu simultané de la sélection dont Gobineau n’avait point idée. D’une manière fort active, celle-ci intervient sous d’innombrables formes pour éliminer la race des vainqueurs et bientôt même des métis ».
Il a également introduit dans la langue française, en 1886, le terme « eugénique », comme traduction du substantif anglais « eugenics » proposé trois ans plus tôt par Francis Galton.
Opposé comme Darwin au bellicisme, Lapouge considère que, si la guerre est un facteur de sélection « chez les peuples peu civilisés », les plus faibles succombant les premiers, au contraire, dans les guerres modernes, « le risque d’être éliminé par une mort prématurée n’est encouru que par les individus les plus sains, les plus aptes ». Prévoyant les guerres futures, dans un monde où « les nations deviennent colossales et l’univers trop petit », il considère que le militarisme des nations européennes de la fin du dix-neuvième siècle compromet l'avenir du continent au profit de l'Amérique et de l'Extrême-Orient.
Pour Pierre-André Taguieff, « Lapouge, racialiste et raciste, est résolument et conséquemment anti-nationaliste ; eugéniste, il n'est ni nataliste ni néo-malthusien », « partisan enthousiaste de l'amélioration indéfinie de l'espèce humaine, il ne croit qu'à la toute-puissance de l'hérédité, place tous ses espoirs dans les pouvoirs régénérateurs de la sélection volontaire des procréateurs, et dénonce les illusions de ceux qui font confiance à l'éducation et à l'action du milieu social pour "perfectionner" ou remodeler l'homme ; matérialiste et scientiste, il ne croit pas au dogme du Progrès et se classe plutôt parmi les prophètes de la décadence fatale et finale. »
Un commentateur s'interroge sur la cohérence des idées de Vacher de Lapouge : il adhère au parti ouvrier de Jules Guesde alors qu'il ne croit ni au matérialisme ni à l'internationalisme ; il se réfère à une ethnie nationale, alors qu'il ne croit pas aux races pures ; il prône un eugénisme dont on ne sait s'il doit protéger la race supérieure ou irradier la race inférieure.

## Postérité

### En littérature
Vacher de Lapouge serait représenté sous les traits du Monsieur Teste de Paul Valéry qui fut un étudiant, un collaborateur, un ami et un admirateur de Vacher selon Jean Boissel, professeur de littérature comparée à l'Université de Montpellier III.

### Occupation nazie
Ses théories racialistes exercent une influence en France sous l'Occupation sur les travaux des doctrinaires racistes et eugénistes René Martial (1873-1955) et George Montandon (1879-1944).

### Rostand
Le biologiste et académicien français Jean Rostand, historien des sciences, tentera de réhabiliter Vacher vingt-cinq ans après sa mort et publiera en 1963 et 1964 des propos élogieux, faisant de lui un précurseur important de la génétique moderne : "En dépit de certaines outrances eugénistes, et surtout racistes, Vacher de Lapouge doit être considéré comme un précurseur en génétique. Mieux que la plupart des hommes de son temps, il a compris l'importance des faits d'hérédité. N'eût-il à son actif que la première expérience de « télégenèse », il mériterait de n'être pas oublié par les historiens de la biologie.""[source insuffisante]

## Famille
Le 4 septembre 1883, il se marie avec sa cousine Marie-Albertine Hindré, alors âgée de 17 ans, avec laquelle il a quatre enfants, dont seul a survécu Claude Vacher de Lapouge (1886-1963). Ce dernier, docteur en médecine et en droit, fut professeur à la faculté de droit de Téhéran de 1923 à 1927 et bibliothécaire en chef de l'Université de Caen, avant de présider la Commission scientifique pour l'étude des questions de biologie raciale, créée par Pierre Laval fin 1940, puis l'Institut d'anthroposociologie, fondé par ses soins, de 1942 à 1943.

## Œuvres
- Essais de droit positif généralisé. Théorie du patrimoine, Paris, E. Thorin, 1879, 129 p. en ligne.
- Études sur la nature et sur l'évolution historique du droit de succession. Étude première. Théorie biologique du droit de succession, Paris, E. Thorin, 1885, 42 p.
- Les Sélections sociales, cours libre de science politique professé à l'Université de Montpellier, 1888-1889, Paris, A. Fontemoing, 1896, 503 p.Lire en ligne.
- L'Aryen, son rôle social, cours libre de science politique, professé à l'Université de Montpellier (1889-1890), Paris, A. Fontemoing, 1899, 569 pages; réédition à Ars Magna, Nantes, 2016.Lire en ligne.
- Race et milieu social : essais d'anthroposociologie, Paris, M. Rivière, 1909, 396 p.Lire en ligne (deux éditions disponibles).